# Cucumaria irregularis
Cucumaria irregularis is een zeekomkommer uit de familie Cucumariidae.
De wetenschappelijke naam van de soort werd in 1906 gepubliceerd door Clément Vaney.